# Simulium mengi
Simulium mengi är en tvåvingeart som beskrevs av Chen, Zhang och Wen 2000. Simulium mengi ingår i släktet Simulium och familjen knott.
Artens utbredningsområde är Guizhou (Kina). Inga underarter finns listade i Catalogue of Life.